# Natalla Ejsmant
Natalla Mikałajeuna Ejsmant (biał. Наталля Мікалаеўна Эйсмант; ros. Наталья Николаевна Эйсмонт, Natalia Nikołajewna Ejsmont) z domu Sjaljun (biał. Сялюн; ros. Селюн, Seljun); w telewizji Kirsanawa (biał. Кірса́нава; ros. Кирсанова, Kirsanowa) (ur. 16 lutego 1984 w Mińsku) – białoruska dziennikarka, prezenterka telewizyjna, rzeczniczka prasowa prezydenta Republiki Białorusi. 

## Życiorys
W 2007 ukończyła Białoruską Państwową Akademię Sztuki, specjalizując się w teatrze dramatycznym i kinie. Pracowała w Teatrze Komedii Muzycznej. W 2006 została redaktorką i korespondentką telewizyjnej agencji informacyjnej Państwowej Spółki Telewizyjnej i Radiowej Białorusi. Następnie została prezenterką telewizyjnych programów informacyjnych: białoruskojęzycznego, mińskiego Nawiny regiena oraz ogólnokrajowej Panoramy nadawanej w Biełaruś-1. Prowadziła również program informacyjno-analityczny oraz popularyzujący sztukę.
6 listopada 2014 prezydent Białorusi Alaksandr Łukaszenka mianował ją swoją rzeczniczką prasową.

## Sankcje z UE i innych krajów
6 listopada 2020 została wpisana na «Czarną listę» UE. Zgodnie z decyzją UE Ejsmant jako sekretarz prasowy Łukaszenki jest odpowiedzialna za koordynowanie jego działalności w mediach, w tym redagowanie oświadczeń i organizowanie publicznych wystąpień. W związku z tym wspiera reżim Łukaszenki, w tym w ramach kampanii represji i zastraszania prowadzonej przez aparat państwowy po wyborach prezydenckich na Białorusi w 2020 roku. W szczególności przyczyniła się do poważnego naruszenia demokracji i praworządności na Białorusi poprzez wystosowane po wyborach prezydenckich publiczne oświadczenia broniące prezydenta i krytykujące działaczy opozycyjnych oraz pokojowych demonstrantów. Z tego powodu Ejsmant została wpisana na listach sankcyjnych Wielkiej Brytanii, Kanady, Szwajcarii.
21 czerwca 2021 została również wpisana na listę Specially Designated Nationals and Blocked Persons Stanów Zjednoczonych.
W 2022 roku Natalla Ejsmant znalazła się na listach sankcyjnych Japonii, Ukrainy i Nowej Zelandii.

## Życie prywatne
Wyszła za mąż za pochodzącego z Grodzieńszczyzny z Ejsymontów Wielkich prezentera telewizyjnego Iwana Ejsmanta.